# Моравичка окружна лига у фудбалу
Моравичка окружна лига је једна од 31 Окружних лига у фудбалу. Окружне лиге су пети ниво лигашких фудбалских такмичења у Србији. Виши степен такмичења је Зона Западно-моравска, a нижи су Градска лига Чачак, Општинска лига Лучани и Општинска лига Горњи Милановац . Лига је основана 2007. године, а у у првој сезони је бројала 15 клубова. Кроз године се тај број увећавао и смањивао. Лига тренутно броји 16 клубова.

## Клубови у сезони 2023/24
| Клуб         | Место           | Општина/Град            |
| ------------ | --------------- | ----------------------- |
| Задругар     | Доња Трепча     | Град Чачак              |
| Спартак 1976 | Трнава          | Град Чачак              |
| ФК Пријевор  | Пријевор        | Град Чачак              |
| ФК Прилике   | Прилике         | Општина Ивањица         |
| Озрем пмх    | Озрем           | Општина Горњи Милановац |
| Младост      | Прељина         | Град Чачак              |
| ФК слога     | Каона           | Општина Лучани          |
| Рудар        | Бресница        | Град Чачак              |
| Фк Слатина   | Слатина         | Град Чачак              |
| Јединство    | Пухово          | Општина Лучани          |
| ФК Девићи    | Девићи          | Општина Ивањица         |
| Кеј          | Љубић кеј       | Град Чачак              |
| Јединство    | Горња Горевница | Град Чачак              |
| ОФК Морава   | Катрга          | \| Град Чачак \|        |
| Лугови       | Лугови          | Град Чачак              |
| Озремица     | Бершићи         | Општина Горњи Милановац |
| Град Чачак   |                 |                         |